# Microdon capitatus
Microdon capitatus là một loài thực vật có hoa trong họ Huyền sâm. Loài này được Levyns mô tả khoa học đầu tiên.